# Saint-Quentin-des-Prés
Saint-Quentin-des-Prés ist eine französische Gemeinde mit 282 Einwohnern (Stand 1. Januar 2022) im Département Oise in der Region Hauts-de-France. Die Gemeinde liegt im Arrondissement Beauvais und ist Teil der Communauté de communes de la Picardie Verte und des Kantons Grandvilliers.

## Geographie
Die Gemeinde liegt an der Grenze zur Region Normandie mit ihrem Zentrum rund sechs Kilometer nördlich von Gournay-en-Bray im picardischen Teil des Pays de Bray am Bach Ruisseau des Rieux und an der Epte, entlang derer die Bahnstrecke von Pontoise nach Serqueux (Seine-Maritime) (bei Forges-les-Eaux) verläuft. Zu ihr gehören die Weiler Mothois (oder Mottois, bis 1826 selbstständige Gemeinde), Hyancourt, Beaulévrier-Bas und Beaulévrier-Haut sowie Equesne.

## Einwohner
| 1962 | 1968 | 1975 | 1982 | 1990 | 1999 | 2006 | 2011 |
| ---- | ---- | ---- | ---- | ---- | ---- | ---- | ---- |
| 230  | 231  | 171  | 206  | 244  | 262  | 272  | 295  |

## Verwaltung
Bürgermeister (maire) ist seit 2008 Jean-Pierre Lefèvre.

## Sehenswürdigkeiten
- Kirche Saint-Quentin[1]
- Kirche Saint-Germain in Mothois, mit einer Holzstatue Jungfrau mit Kind aus dem 12. Jahrhundert.[2]
- Kirche Sainte-Clothilde aus dem 17. Jahrhundert
- Mairie
- Taubenhaus aus dem 18. Jahrhundert
- Lavoir